# Sheryl Crow (album)
Albums de Sheryl Crow
- Tuesday Night Music Club
(1993) The Globe Sessions
(1998)
Singles
1. If It Makes You Happy
Sortie : 20 septembre 1996
2. Everyday Is a Winding Road
Sortie : 8 novembre 1996
3. Hard to Make a Stand
Sortie : mars 1997
4. A Change Would Do You Good
Sortie : juillet 1997
5. Home
Sortie : octobre 1997

Sheryl Crow est le nom du second album de la chanteuse éponyme. Sorti en 1996, il est édité sous le label A&M Records et produit par Sheryl Crow elle-même.

## Historique
L'album s'enregistre en 1996, principalement dans les Kingsway Studios de la Nouvelle-Orléans. Des enregistrements complémentaires s'effectuent à Los Angeles dans les studios Sunset Sound Factory et Sunset Sound Recorders. Sur cet album, Sheryl Crow compose ses chansons le plus souvent avec la seule aide du guitariste Jeff Trott. Les membres du Tuesday Night Music Club et Sheryl s'étant brouillés, seul le batteur Brian MacLeod restera avec la chanteuse. Bill Botrell qui a débuté l'album et devait le produire quitte le projet, n'arrivant pas à s'accorder musicalement avec Sheryl Crow. La chanteuse décide finalement de produire elle-même son deuxième album avec l'aide de Mitchell Froom et de l'ingénieur du son, Tchad Blake.
L'album se classe à la 6e place du Billboard 200 américain et à la 5e place des charts britanniques. Il sera certifié triple disque de platine dans ces deux pays. En France, il se classe à la 38e place des meilleures ventes de disques.
Cinq singles sortiront pour promouvoir l'album. Le premier If It Makes You Happy obtiendra les meilleures places dans les charts en se classant notamment à la première place dans les charts canadiens et la 10e place du Billboard Hot 100 américain.
L’album engrange deux Grammy Awards en 1996, le Grammy Award pour la meilleure performance vocale rock féminine pour la chanson If It Makes You Happy et le Grammy Award du meilleur album rock.

## Le regard des critiques
Lors de sa sortie, l'album Sheryl Crow reçoit un très bon accueil de la part des critiques de la profession. Eric Weisbard de Spin complimente la production de ce nouvel opus, précisant que celui-ci « va bien plus loin » que l'album précédent et que ses « rythmes plus marqués et ses effets de guitares/synthé plus drus siéent à merveille à la jeune personnalité qui verse dans le beatnik éduqué de Crow,. »
David Browne de l'hebdomadaire  Entertainment Weekly exprime ce même enthousiasme : "Si l'industrie est capable de produire des albums artisanaux moulés à la louche, alors ce Sheryl Crow en est un,. » Il remarque aussi que Crow a une façon de chanter plus forte et donc plus affirmée, avant de conclure que la chanteuse « ne se livre pas tant qu"il y paraît [...] elle garde ses émotions pour elle. Mais le moins du moins que l'on puisse dire, c'est elle se bâtit un viaduc vers une longue carrière,. » Dans le Baltimore Sun, J. D. Considine salue les performances vocales de Sheryl Crow, notamment dans « If It Makes You Happy », qu'il pressent comme probablement la meilleure chanson de l'album,.
Au-delà des critiques élogieuses, le dernier tiers de l'album est considéré de moins bonne facture que le reste. Le choix de « Ordinary Morning » comme piste pour clore l'album est qualifié de malencontreux accident,. Dans Rolling Stone, David Fricke estime que l'album n'est pas assez abouti, regrette son manque d'originalité et compare négativement le titre « Hard to Make a Stand » à « Tumbling Dice » des Rolling Stones et à « Sweet Jane » du groupe Velvet Underground,. Robert Christgau du Village Voice attribue à l'album une unique étoile en guise d'encouragement, en ironisant qu'il n'y avait pas « que de l'Alanis mais du Tchad aussi ». En février 1997, Sheryl Crow se classe à la 26e position de l'enquête d'opinion Pazz & Jop sur les albums préférés en 1996 par les critiques du Village Voice.

## Liste des titres
| No  | Titre                      | Auteur                                 | Durée |
| --- | -------------------------- | -------------------------------------- | ----- |
| 1.  | Maybe Angels               | Sheryl Crow, Bill Bottrell             | 4:56  |
| 2.  | A Change Would Do You Good | Crow, Brian MacLeod, Jeff Trott        | 3:50  |
| 3.  | Home                       | Crow                                   | 4:51  |
| 4.  | Sweet Rosalyn              | Crow, Trott                            | 3:58  |
| 5.  | If It Makes You Happy      | Crow, Trott                            | 5:23  |
| 6.  | Redemption Day             | Crow                                   | 4:27  |
| 7.  | Hard to Make a Stand       | Bottrell, R.S. Bryan, Crow, Todd Wolfe | 3:07  |
| 8.  | Everyday Is A Winding Road | Crow, MacLeod, Trott                   | 4:16  |
| 9.  | Love Is a Good Thing       | Crow, Tad Wadhams                      | 4:43  |
| 10. | Oh Marie                   | Bottrell, Crow, Trott                  | 3:30  |
| 11. | Superstar                  | Crow, Trott                            | 4:58  |
| 12. | The Book                   | Crow, Trott                            | 4:34  |
| 13. | Ordinary Morning           | Crow                                   | 3:55  |
| 14. | Free Man (piste bonus)     | Crow                                   | 3:20  |

## Musiciens
- Sheryl Crow : chant, guitare acoustique & électrique, basse, claviers, Moog bass.
- Jeff Trott : guitares, chœurs
- Tod Wolffe : guitares, dobro
- Steve Donelly : guitares, dobro
- Anders Runblad : basse, guitare acoustique
- Dan Rothchild : basse
- Davey Farragher : fuzz basse
- Tad Waldhams : basse
- R.S Bryan : pédale wah wah
- Wally Ingram : batterie, djembé
- Jim Keltner : batterie
- Pete Thomas : batterie
- Michael Urbano : batterie
- Brian McLeod : batterie
- Mitchell Froom : claviers
- Steve Berlin : saxophone
- Dave Douglas : trompette
- Curtis Fowlkes, Josh Roseman, Bob Stewart : cuivres
- Jane Scarpantoni : violoncelle
- Neil Finn : chœurs

## Charts et certifications
| Pays             | Durée du classement | Meilleur classement |
| ---------------- | ------------------- | ------------------- |
| Allemagne        | 16 semaines         | 17e                 |
| Australie        | 15 semaines         | 14e                 |
| Autriche         | 10 semaines         | 8e                  |
| Belgique (W)     | 9 semaines          | 15e                 |
| Belgique (V)     | 15 semaines         | 10e                 |
| Canada           | 52 semaines         | 12e                 |
| États-Unis       | 63 semaines         | 6e                  |
| Finlande         | 5 semaines          | 27e                 |
| France           | 6 semaines          | 38e                 |
| Norvège          | 5 semaines          | 20e                 |
| Nouvelle-Zélande | 18 semaines         | 6e                  |
| Pays-Bas         | 17 semaines         | 23e                 |
| Royaume-Uni      | 74 semaines         | 5e                  |
| Suède            | 11 semaines         | 8e                  |
| Suisse           | 21 semaines         | 3e                  |

| Pays             | Certification | Ventes      | Date       |
| ---------------- | ------------- | ----------- | ---------- |
| Canada           | 3 × Platine   | 300 000 +   | 05/03/1997 |
| États-Unis       | 3 × Platine   | 3 000 000 + | 05/09/1997 |
| Nouvelle-Zélande | Or            | 7 500+      | 08/12/1996 |
| Royaume-Uni      | 3 × Platine   | 900 000 +   | 05/12/1997 |
| Suisse           | Or            | 25 000 +    | 1996       |

### Singles
If It Makes You Happy
| Année | Chart               | Durée du classement | Position |
| ----- | ------------------- | ------------------- | -------- |
| 1996  | Hot 100             | 27 semaines         | 10e      |
| 1996  | Mainstream Top 40   | 26 semaines         | 4e       |
| 1996  | Alternative Songs   | 22 semaines         | 6e       |
| 1996  | UK Singles Chart    | 6 semaines          | 9e       |
| 1996  | Single Top 100      | 8 semaines          | 80e      |
| 1996  | ARIA Charts         | 14 semaines         | 20e      |
| 1996  | RPM Top Singles     | 19 semaines         | 1er      |
| 1996  | Top 100             | 7 semaines          | 29e      |
| 1996  | RMNZ Singles Top40  | 10 semaines         | 12e      |
| 1996  | Sverigetopplistan   | 12 semaines         | 20e      |
| 1996  | Schweizer Hitparade | 5 semaines          | 39e      |

Everyday Is a Winding Road
| Année       | Chart             | Durée du classement | Position |
| ----------- | ----------------- | ------------------- | -------- |
| 1996 - 1997 | Hot 100           | 20 semaines         | 11e      |
| 1996 - 1997 | Mainstream Top 40 | 24 semaines         | 5e       |
| 1996 - 1997 | Alternative Songs | 16 semaines         | 17e      |
| 1996 - 1997 | UK Singles Chart  | 6 semaines          | 12e      |
| 1996 - 1997 | RPM Top Singles   | semaines            | 1er      |
| 1996 - 1997 | Mega Top 50       | 6 semaines          | 79e      |

Hard To Make a Stand
| Année | Chart            | Durée du classement | Position |
| ----- | ---------------- | ------------------- | -------- |
| 1997  | UK Singles Chart | 5 semaines          | 22e      |
| 1998  | RPM Top Singles  | 17 semaines         | 15e      |

A Change Would Do You Good
| Année | Chart             | Durée du classement | Position |
| ----- | ----------------- | ------------------- | -------- |
| 1997  | Mainstream Top 40 | 19 semaines         | 16e      |
| 1997  | Alternative Songs | 9 semaines          | 25e      |
| 1997  | UK Singles Chart  | 5 semaines          | 8e       |
| 1997  | RPM Top Singles   | 27 semaines         | 2e       |

Home
| Année | Chart            | Durée du classement | Position |
| ----- | ---------------- | ------------------- | -------- |
| 1997  | UK Singles Chart | 2 semaines          | 25e      |
| 1998  | RPM Top Singles  | 13 semaines         | 40e      |